# Suits (Fernsehserie)/Episodenliste

Logo der Serie

Diese Episodenliste enthält alle Episoden der US-amerikanischen Anwaltsserie Suits, sortiert nach der US-amerikanischen Erstausstrahlung. Zwischen 2011 und 2019 entstanden in neun Staffeln insgesamt 134 Episoden mit einer Länge von jeweils etwa 42 Minuten.

## Übersicht
| Staffel | Episodenanzahl | Erstausstrahlung USA | Erstausstrahlung USA | Deutschsprachige Erstveröffentlichung | Deutschsprachige Erstveröffentlichung |
| Staffel | Episodenanzahl | Staffelpremiere      | Staffelfinale        | Staffelpremiere                       | Staffelfinale                         |
| ------- | -------------- | -------------------- | -------------------- | ------------------------------------- | ------------------------------------- |
| 1       | 12             | 23. Juni 2011        | 8. September 2011    | 7. Januar 2013                        | 18. Februar 2013                      |
| 2       | 16             | 14. Juni 2012        | 21. Februar 2013     | 15. April 2013                        | 3. Juni 2013                          |
| 3       | 16             | 16. Juli 2013        | 10. April 2014       | 5. Mai 2014                           | 23. Juni 2014                         |
| 4       | 16             | 11. Juni 2014        | 4. März 2015         | 21. April 2015                        | 9. Juni 2015                          |
| 5       | 16             | 24. Juni 2015        | 2. März 2016         | 5. April 2016                         | 24. Mai 2016                          |
| 6       | 16             | 13. Juli 2016        | 1. März 2017         | 28. März 2017                         | 16. Mai 2017                          |
| 7       | 16             | 12. Juli 2017        | 25. April 2018       | 20. Dezember 2018                     | 20. Dezember 2018                     |
| 8       | 16             | 18. Juli 2018        | 27. Februar 2019     | 7. November 2019                      | 7. November 2019                      |
| 9       | 10             | 17. Juli 2019        | 18. September 2019   | 28. April 2020                        | 14. Mai 2020                          |

## Staffel 1
Die Erstausstrahlung der ersten Staffel war vom 23. Juni bis zum 8. September 2011 auf dem US-amerikanischen Kabelsender USA Network zu sehen. Die deutschsprachige Erstausstrahlung wurde vom 7. Januar bis zum 18. Februar 2013 beim Pay-TV-Sender FOX ausgestrahlt.
| Nr. (ges.) | Nr. (St.) | Deutscher Titel                   | Originaltitel        | Erstausstrahlung USA | Deutschsprachige Erstausstrahlung (D) | Regie              | Drehbuch       | Zuschauer (USA) |
| ---------- | --------- | --------------------------------- | -------------------- | -------------------- | ------------------------------------- | ------------------ | -------------- | --------------- |
| 1          | 1         | Doppeltes Spiel                   | Pilot                | 23. Juni 2011        | 7. Jan. 2013                          | Kevin Bray         | Aaron Korsh    | 4,64 Mio.       |
| 2          | 2         | Patente und andere Unwägbarkeiten | Errors and Omissions | 30. Juni 2011        | 14. Jan. 2013                         | John Scott         | Sean Jablonski | 3,89 Mio.       |
| 3          | 3         | Überholmanöver                    | Inside Track         | 7. Juli 2011         | 14. Jan. 2013                         | Kevin Bray         | Aaron Korsh    | 4,53 Mio.       |
| 4          | 4         | Schmutzige kleine Geheimnisse     | Dirty Little Secrets | 14. Juli 2011        | 21. Jan. 2013                         | Dennie Gordon      | Jon Cowan      | 4,38 Mio.       |
| 5          | 5         | Rausgehauen                       | Bail Out             | 21. Juli 2011        | 21. Jan. 2013                         | Kate Woods         | Ethan Drogin   | 4,38 Mio.       |
| 6          | 6         | Ausgehandelt                      | Tricks of the Trade  | 28. Juli 2011        | 28. Jan. 2013                         | Terry McDonough    | Rick Muirragui | 4,44 Mio.       |
| 7          | 7         | Moralische Bedenken               | Play the Man         | 4. Aug. 2011         | 28. Jan. 2013                         | Tim Matheson       | Erica Lipez    | 4,03 Mio.       |
| 8          | 8         | Identitätskrise                   | Identity Crisis      | 11. Aug. 2011        | 4. Feb. 2013                          | Norberto Barba     | Ethan Drogin   | 3,96 Mio.       |
| 9          | 9         | Herausforderungen                 | Undefeated           | 18. Aug. 2011        | 4. Feb. 2013                          | Felix Alcala       | Rick Muirragui | 4,45 Mio.       |
| 10         | 10        | Nachtschicht                      | The Shelf Life       | 25. Aug. 2011        | 11. Feb. 2013                         | Jennifer Getzinger | Sean Jablonski | 3,82 Mio.       |
| 11         | 11        | Spielregeln                       | Rules of the Game    | 1. Sep. 2011         | 11. Feb. 2013                         | Mike Smith         | Jon Cowan      | 3,96 Mio.       |
| 12         | 12        | Enthüllungen                      | Dog Fight            | 8. Sep. 2011         | 18. Feb. 2013                         | Kevin Bray         | Aaron Korsh    | 3,47 Mio.       |

## Staffel 2
Die Erstausstrahlung der zweiten Staffel war vom 14. Juni 2012 bis zum 21. Februar 2013 auf dem US-amerikanischen Kabelsender USA Network zu sehen. Die deutschsprachige Erstausstrahlung sendete der Pay-TV-Sender FOX vom 15. April bis zum 3. Juni 2013 in Doppelfolgen.
| Nr. (ges.) | Nr. (St.) | Deutscher Titel      | Originaltitel      | Erstausstrahlung USA | Deutschsprachige Erstausstrahlung (D) | Regie               | Drehbuch           | Zuschauer (USA) |
| ---------- | --------- | -------------------- | ------------------ | -------------------- | ------------------------------------- | ------------------- | ------------------ | --------------- |
| 13         | 1         | Machtgefüge          | She Knows          | 14. Juni 2012        | 15. Apr. 2013                         | Michael Smith       | Aaron Korsh        | 3,47 Mio.       |
| 14         | 2         | Alleingänge          | The Choice         | 21. Juni 2012        | 15. Apr. 2013                         | Kevin Bray          | Jon Cowan          | 3,80 Mio.       |
| 15         | 3         | Kräftemessen         | Meet the New Boss  | 28. Juni 2012        | 22. Apr. 2013                         | Michael Smith       | Erica Lipez        | 3,88 Mio.       |
| 16         | 4         | Entdeckungen         | Discovery          | 12. Juli 2012        | 22. Apr. 2013                         | Kevin Bray          | Daniel Arkin       | 3,70 Mio.       |
| 17         | 5         | Verluste             | Break Point        | 19. Juli 2012        | 29. Apr. 2013                         | Christopher Misiano | Ethan Drogin       | 3,72 Mio.       |
| 18         | 6         | Volles Risiko        | All In             | 26. Juli 2012        | 29. Apr. 2013                         | John Scott          | Karla Nappi        | 3,89 Mio.       |
| 19         | 7         | Überraschungsangriff | Sucker Punch       | 2. Aug. 2012         | 6. Mai 2013                           | Adam Davidson       | Genevieve Sparling | 3,41 Mio.       |
| 20         | 8         | Alles auf Anfang     | Rewind             | 9. Aug. 2012         | 6. Mai 2013                           | Felix Alcala        | Rick Muirragui     | 3,42 Mio.       |
| 21         | 9         | Konsequenzen         | Asterisk           | 16. Aug. 2012        | 13. Mai 2013                          | Jennifer Getzinger  | Justin Peacock     | 4,00 Mio.       |
| 22         | 10        | Abrechnung           | High Noon          | 23. Aug. 2012        | 13. Mai 2013                          | Kevin Bray          | Erica Lipez        | 4,48 Mio.       |
| 23         | 11        | Aus dem Nichts       | Blind-Sided        | 17. Jan. 2013        | 20. Mai 2013                          | David Platt         | Ethan Drogin       | 3,57 Mio.       |
| 24         | 12        | Schwachstelle        | Blood in the Water | 24. Jan. 2013        | 20. Mai 2013                          | Roger Kumble        | Genevieve Sparling | 3,75 Mio.       |
| 25         | 13        | Zane vs. Zane        | Zane vs. Zane      | 31. Jan. 2013        | 27. Mai 2013                          | Nicole Kassell      | Rick Muirragui     | 3,36 Mio.       |
| 26         | 14        | Alte Feinde          | He’s back          | 7. Feb. 2013         | 27. Mai 2013                          | Kevin Bray          | Daniel Arkin       | 3,07 Mio.       |
| 27         | 15        | Kräfte Bündeln       | Normandy           | 14. Feb. 2013        | 3. Juni 2013                          | Terry McDonough     | Jon Cowan          | 2,90 Mio.       |
| 28         | 16        | Krieg                | War                | 21. Feb. 2013        | 3. Juni 2013                          | John Scott          | Aaron Korsh        | 3,20 Mio.       |

## Staffel 3
Die Erstausstrahlung der dritten Staffel war vom 16. Juli 2013 bis zum 10. April 2014 auf dem US-amerikanischen Kabelsender USA Network zu sehen. Die deutschsprachige Erstausstrahlung sendete der Pay-TV-Sender FOX vom 5. Mai bis zum 23. Juni 2014.
| Nr. (ges.) | Nr. (St.) | Deutscher Titel           | Originaltitel         | Erstausstrahlung USA | Deutschsprachige Erstausstrahlung (D) | Regie               | Drehbuch                   | Zuschauer (USA) |
| ---------- | --------- | ------------------------- | --------------------- | -------------------- | ------------------------------------- | ------------------- | -------------------------- | --------------- |
| 29         | 1         | Neupositionierung         | The Arrangement       | 16. Juli 2013        | 5. Mai 2014                           | Christopher Misiano | Aaron Korsh                | 2,93 Mio.       |
| 30         | 2         | Partnerwahl               | I Want You to Want Me | 23. Juli 2013        | 5. Mai 2014                           | Roger Kumble        | Jon Cowan                  | 2,88 Mio.       |
| 31         | 3         | Offene Rechnung           | Unfinished Business   | 30. Juli 2013        | 12. Mai 2014                          | Anton Cropper       | Ethan Drogin               | 2,47 Mio.       |
| 32         | 4         | Interessenkonflikt        | Conflict of Interest  | 6. Aug. 2013         | 12. Mai 2014                          | Michael Smith       | Daniel Arkin               | 2,99 Mio.       |
| 33         | 5         | Zweifelhafte Absichten    | Shadow of a Doubt     | 13. Aug. 2013        | 19. Mai 2014                          | Felix Alcala        | Genevieve Sparling         | 2,79 Mio.       |
| 34         | 6         | Gestern ist Heute         | The Other Time        | 20. Aug. 2013        | 19. Mai 2014                          | John S. Scott       | Rick Muirragui             | 2,76 Mio.       |
| 35         | 7         | Reviermarkierung          | She’s Mine            | 27. Aug. 2013        | 26. Mai 2014                          | Anton Cropper       | Paul Redford               | 2,79 Mio.       |
| 36         | 8         | Endspiel                  | Endgame               | 3. Sep. 2013         | 26. Mai 2014                          | Michael Smith       | Justin Peacock             | 3,52 Mio.       |
| 37         | 9         | Verlieren, um zu gewinnen | Bad Faith             | 10. Sep. 2013        | 2. Juni 2014                          | Christopher Misiano | Ethan Drogin               | 2,95 Mio.       |
| 38         | 10        | Paare und Partner         | Stay                  | 17. Sep. 2013        | 2. Juni 2014                          | Kevin Bray          | Rick Muirragui             | 3,16 Mio.       |
| 39         | 11        | Private Einsichten        | Buried Secrets        | 6. März 2014         | 9. Juni 2014                          | Cherie Nowlan       | Erica Lipez                | 2,27 Mio.       |
| 40         | 12        | Vergiss Gestern           | Yesterday’s Gone      | 13. März 2014        | 9. Juni 2014                          | Anton Cropper       | Genevieve Sparling         | 2,27 Mio.       |
| 41         | 13        | Spannungsfelder           | Moot Point            | 20. März 2014        | 16. Juni 2014                         | Kevin Bray          | Daniel Arkin               | 2,35 Mio.       |
| 42         | 14        | Herzenssachen             | Heartburn             | 27. März 2014        | 16. Juni 2014                         | James Whitmore, Jr. | Aaron Korsh & Erica Lipez  | 2,53 Mio.       |
| 43         | 15        | Wissen, wann Schluss ist  | Know When to Fold ’Em | 3. Apr. 2014         | 23. Juni 2014                         | Anton Cropper       | Jon Cowan                  | 2,50 Mio.       |
| 44         | 16        | Abschiede                 | No Way Out            | 10. Apr. 2014        | 23. Juni 2014                         | Michael Smith       | Aaron Korsh & Daniel Arkin | 2,40 Mio.       |

## Staffel 4
Die Erstausstrahlung der vierten Staffel war vom 11. Juni 2014 bis zum 4. März 2015 auf dem US-amerikanischen Kabelsender USA Network zu sehen. Die deutschsprachige Erstausstrahlung sendete der Pay-TV-Sender FOX vom 21. April bis zum 9. Juni 2015.
| Nr. (ges.) | Nr. (St.) | Deutscher Titel               | Originaltitel               | Erstausstrahlung USA | Deutschsprachige Erstausstrahlung (D) | Regie               | Drehbuch                                       | Zuschauer (USA) |
| ---------- | --------- | ----------------------------- | --------------------------- | -------------------- | ------------------------------------- | ------------------- | ---------------------------------------------- | --------------- |
| 45         | 1         | Start mit Schwierigkeiten     | One-Two-Three Go…           | 11. Juni 2014        | 21. Apr. 2015                         | Anton Cropper       | Aaron Korsh                                    | 2,50 Mio.       |
| 46         | 2         | Zwei vor, einen zurück        | Breakfast, Lunch and Dinner | 18. Juni 2014        | 21. Apr. 2015                         | Roger Kumble        | Genevieve Sparling                             | 2,65 Mio.       |
| 47         | 3         | Kampfansage                   | Two in the Knees            | 25. Juni 2014        | 28. Apr. 2015                         | Anton Cropper       | Chris Downey                                   | 2,76 Mio.       |
| 48         | 4         | Wie du mir, so ich dir        | Leveraged                   | 9. Juli 2014         | 28. Apr. 2015                         | Kevin Bray          | Nora Zuckerman & Lilla Zuckerman               | 2,42 Mio.       |
| 49         | 5         | Schwächeanfall                | Pound of Flesh              | 16. Juli 2014        | 5. Mai 2015                           | Christopher Misiano | Daniel Arkin                                   | 2,33 Mio.       |
| 50         | 6         | Nicht die ganze Wahrheit      | Litt the Hell Up            | 23. Juli 2014        | 5. Mai 2015                           | Silver Tree         | Rick Muirragui                                 | 2,70 Mio.       |
| 51         | 7         | Neue Ufer                     | We’re Done                  | 30. Juli 2014        | 12. Mai 2015                          | Cherie Nowlan       | Aaron Korsh, Daniel Arkin & Genevieve Sparling | 2,81 Mio.       |
| 52         | 8         | Tiefe Einblicke               | Exposure                    | 6. Aug. 2014         | 12. Mai 2015                          | John Scott          | Justin Peacock                                 | 2,59 Mio.       |
| 53         | 9         | Rückzug                       | Gone                        | 13. Aug. 2014        | 19. Mai 2015                          | James Whitmore, Jr. | Kyle Long                                      | 2,59 Mio.       |
| 54         | 10        | Spiel mit dem Feuer           | This is Rome                | 20. Aug. 2014        | 19. Mai 2015                          | Roger Kumble        | Chris Downey                                   | 2,76 Mio.       |
| 55         | 11        | Genug ist Genug               | Enough Is Enough            | 28. Jan. 2015        | 26. Mai 2015                          | Gabriel Macht       | Nora Zuckerman & Lilla Zuckerman               | 1,87 Mio.       |
| 56         | 12        | Schweigen für Schweigen       | Respect                     | 4. Feb. 2015         | 26. Mai 2015                          | Anton Cropper       | Genevieve Sparling                             | 1,67 Mio.       |
| 57         | 13        | Der Weg ist das Ziel          | Fork in the Road            | 11. Feb. 2015        | 2. Juni 2015                          | Michael Smith       | Rick Muirragui                                 | 1,46 Mio.       |
| 58         | 14        | Entgleist                     | Derailed                    | 18. Feb. 2015        | 2. Juni 2015                          | Patrick J. Adams    | Justin Peacock & Kyle Long                     | 1,70 Mio.       |
| 59         | 15        | Kämpfen, nicht kuscheln       | Intent                      | 25. Feb. 2015        | 9. Juni 2015                          | Silver Tree         | Daniel Arkin                                   | 1,80 Mio.       |
| 60         | 16        | Mehr als ein hübsches Gesicht | Not Just a Pretty Face      | 4. März 2015         | 9. Juni 2015                          | Anton Cropper       | Aaron Korsh                                    | 1,55 Mio.       |

## Staffel 5
Die Erstausstrahlung der fünften Staffel war vom 24. Juni 2015 bis zum 2. März 2016 auf dem US-amerikanischen Kabelsender USA Network zu sehen. Die deutschsprachige Erstausstrahlung sendete der Pay-TV-Sender FOX vom 5. April bis zum 24. Mai 2016.
| Nr. (ges.) | Nr. (St.) | Deutscher Titel        | Originaltitel     | Erstausstrahlung USA | Deutschsprachige Erstausstrahlung (D) | Regie            | Drehbuch                                | Zuschauer (USA) |
| ---------- | --------- | ---------------------- | ----------------- | -------------------- | ------------------------------------- | ---------------- | --------------------------------------- | --------------- |
| 61         | 1         | Trennungsschmerzen     | Denial            | 24. Juni 2015        | 5. Apr. 2016                          | Anton Cropper    | Aaron Korsh                             | 2,13 Mio.       |
| 62         | 2         | Keine Frage des Geldes | Compensation      | 1. Juli 2015         | 5. Apr. 2016                          | Michael Smith    | Rick Muirragui                          | 2,27 Mio.       |
| 63         | 3         | Weggefährten           | No Refills        | 8. Juli 2015         | 12. Apr. 2016                         | Anton Cropper    | Chris Downey                            | 2,16 Mio.       |
| 64         | 4         | Familiensache          | No Puedo Hacerlo  | 15. Juli 2015        | 12. Apr. 2016                         | Silver Tree      | Genevieve Sparling                      | 2,38 Mio.       |
| 65         | 5         | Schlammschlacht        | Toe to Toe        | 22. Juli 2015        | 19. Apr. 2016                         | Kevin Bray       | Nora Zuckerman & Lilla Zuckerman        | 2,10 Mio.       |
| 66         | 6         | Zwickmühle             | Privilege         | 29. Juli 2015        | 19. Apr. 2016                         | Michael Smith    | Kyle Long                               | 2,16 Mio.       |
| 67         | 7         | Tiefschlag             | Hitting Home      | 5. Aug. 2015         | 26. Apr. 2016                         | Roger Kumble     | Sharyn Rothstein                        | 2,08 Mio.       |
| 68         | 8         | Stunde der Wahrheit    | Mea Culpa         | 12. Aug. 2015        | 26. Apr. 2016                         | Kate Dennis      | Daniel Arkin                            | 2,31 Mio.       |
| 69         | 9         | Ungebetene Gäste       | Uninvited Guests  | 19. Aug. 2015        | 3. Mai 2016                           | Silver Tree      | Chris Downey                            | 2,30 Mio.       |
| 70         | 10        | Kuhhandel              | Faith             | 26. Aug. 2015        | 3. Mai 2016                           | Anton Cropper    | Genevieve Sparling                      | 2,34 Mio.       |
| 71         | 11        | Ärger im Anzug         | Blowback          | 27. Jan. 2016        | 10. Mai 2016                          | Cherie Nowlan    | Nora Zuckerman & Lilla Zuckerman        | 1,74 Mio.       |
| 72         | 12        | Zwietracht             | Live to Fight     | 3. Feb. 2016         | 10. Mai 2016                          | Rob Seidenglanz  | Sharyn Rothstein                        | 1,51 Mio.       |
| 73         | 13        | Versuchung             | God’s Green Earth | 10. Feb. 2016        | 17. Mai 2016                          | Anton Cropper    | Genevieve Sparling & Sandra Silverstein | 1,71 Mio.       |
| 74         | 14        | Selbstverteidigung     | Self Defense      | 17. Feb. 2016        | 17. Mai 2016                          | Patrick J. Adams | Kyle Long                               | 1,58 Mio.       |
| 75         | 15        | Die Zeit läuft         | Tick Tock         | 24. Feb. 2016        | 24. Mai 2016                          | Roger Kumble     | Daniel Arkin                            | 1,73 Mio.       |
| 76         | 16        | Wem die Stunde schlägt | 25th Hour         | 2. März 2016         | 24. Mai 2016                          | Anton Cropper    | Aaron Korsh                             | 1,71 Mio.       |

## Staffel 6
Die Erstausstrahlung der sechsten Staffel war vom 13. Juli 2016 bis zum 1. März 2017 auf dem US-amerikanischen Kabelsender USA Network zu sehen. Die deutschsprachige Erstausstrahlung sendete der deutsche Pay-TV-Sender FOX vom 28. März bis zum 16. Mai 2017.
| Nr. (ges.) | Nr. (St.) | Deutscher Titel       | Originaltitel           | Erstausstrahlung USA | Deutschsprachige Erstausstrahlung (D) | Regie               | Drehbuch                              | Zuschauer (USA) |
| ---------- | --------- | --------------------- | ----------------------- | -------------------- | ------------------------------------- | ------------------- | ------------------------------------- | --------------- |
| 77         | 1         | Chaostage             | To Trouble              | 13. Juli 2016        | 28. März 2017                         | Silver Tree         | Aaron Korsh                           | 1,85 Mio.       |
| 78         | 2         | Beglichene Rechnungen | Accounts Payable        | 20. Juli 2016        | 28. März 2017                         | Michael Smith       | Ethan Drogin                          | 1,65 Mio.       |
| 79         | 3         | Wieder im Spiel       | Back on the Map         | 27. Juli 2016        | 4. Apr. 2017                          | Cherie Nowlan       | Rick Muirragui                        | 1,78 Mio.       |
| 80         | 4         | 6 Stunden Freiheit    | Turn                    | 3. Aug. 2016         | 4. Apr. 2017                          | Christopher Misiano | Daniel Arkin                          | 1,81 Mio.       |
| 81         | 5         | Vertrauen             | Trust                   | 10. Aug. 2016        | 11. Apr. 2017                         | Kate Dennis         | Kyle Long                             | 1,51 Mio.       |
| 82         | 6         | Das Versprechen       | Spain                   | 17. Aug. 2016        | 11. Apr. 2017                         | Silver Tree         | Genevieve Sparling                    | 1,68 Mio.       |
| 83         | 7         | Gegen die Zeit        | Shake the Trees         | 24. Aug. 2016        | 18. Apr. 2017                         | Anton Cropper       | Rick Muirragui & Sandra Silverstein   | 1,83 Mio.       |
| 84         | 8         | Geliehene Zeit        | Borrowed Time           | 31. Aug. 2016        | 18. Apr. 2017                         | Gabriel Macht       | Sharyn Rothstein                      | 1,88 Mio.       |
| 85         | 9         | 5 Jahre               | The Hand That Feeds You | 7. Sep. 2016         | 25. Apr. 2017                         | Roger Kumble        | Daniel Arkin                          | 1,87 Mio.       |
| 86         | 10        | Pearson Specter Litt  | P.S.L.                  | 14. Sep. 2016        | 25. Apr. 2017                         | Kevin Bray          | Aaron Korsh & Genevieve Sparling      | 2,00 Mio.       |
| 87         | 11        | Sie ist weg           | She’s Gone              | 25. Jan. 2017        | 2. Mai 2017                           | Patrick J. Adams    | Aaron Korsh & Rick Muirragui          | 1,37 Mio.       |
| 88         | 12        | Das Gemälde           | The Painting            | 1. Feb. 2017         | 2. Mai 2017                           | Gregor Jordan       | Sharyn Rothstein & Sandra Silverstein | 1,53 Mio.       |
| 89         | 13        | Lampenfieber          | Teeth, Nose, Teeth      | 8. Feb. 2017         | 9. Mai 2017                           | Silver Tree         | Kyle Long                             | 1,28 Mio.       |
| 90         | 14        | Schuldeingeständnis   | Admission of Guilt      | 15. Feb. 2017        | 9. Mai 2017                           | Michael Smith       | Ethan Drogin                          | 1,21 Mio.       |
| 91         | 15        | Quid Pro Quo          | Quid Pro Quo            | 22. Feb. 2017        | 16. Mai 2017                          | Maurice Marable     | Aaron Korsh & Daniel Arkin            | 1,25 Mio.       |
| 92         | 16        | Stellungswechsel      | Character and Fitness   | 1. März 2017         | 16. Mai 2017                          | Roger Kumble        | Genevieve Sparling                    | 1,13 Mio.       |

## Staffel 7
Die Erstausstrahlung der siebten Staffel war vom 12. Juli 2017 bis zum 25. April 2018 auf dem US-amerikanischen Kabelsender USA Network zu sehen. Die deutschsprachige Erstveröffentlichung fand am 20. Dezember 2018 per DVD und Blu-ray statt.
| Nr. (ges.) | Nr. (St.) | Deutscher Titel           | Originaltitel      | Erstausstrahlung USA | Deutschsprachige Erstveröffentlichung (D) | Regie               | Drehbuch                        | Zuschauer (USA) |
| ---------- | --------- | ------------------------- | ------------------ | -------------------- | ----------------------------------------- | ------------------- | ------------------------------- | --------------- |
| 93         | 1         | Neues Spiel               | Skin in the Game   | 12. Juli 2017        | 20. Dez. 2018                             | Silver Tree         | Aaron Korsh                     | 1,40 Mio.       |
| 94         | 2         | Eingeschüchtert           | The Statue         | 19. Juli 2017        | 20. Dez. 2018                             | Michael Smith       | Genevieve Sparling              | 1,36 Mio.       |
| 95         | 3         | Argwohn                   | Mudmare            | 26. Juli 2017        | 20. Dez. 2018                             | Maurice Marable     | Sharyn Rothstein                | 1,41 Mio.       |
| 96         | 4         | Teile und herrsche        | Divide and Conquer | 2. Aug. 2017         | 20. Dez. 2018                             | Anton Cropper       | Daniel Arkin                    | 1,41 Mio.       |
| 97         | 5         | Wortbruch                 | Brooklyn Housing   | 9. Aug. 2017         | 20. Dez. 2018                             | Roger Kumble        | Marshall Knight & Rob LaMorgese | 1,29 Mio.       |
| 98         | 6         | Abbitte                   | Home to Roost      | 16. Aug. 2017        | 20. Dez. 2018                             | Valerie Weiss       | Sandra Silverstein              | 1,47 Mio.       |
| 99         | 7         | Karten auf den Tisch      | Full Disclosure    | 23. Aug. 2017        | 20. Dez. 2018                             | Cherie Nowlan       | Ethan Drogin                    | 1,35 Mio.       |
| 100        | 8         | Ein unmoralisches Angebot | 100                | 30. Aug. 2017        | 20. Dez. 2018                             | Patrick J. Adams    | Rick Muirragui                  | 1,51 Mio.       |
| 101        | 9         | Schande                   | Shame              | 6. Sep. 2017         | 20. Dez. 2018                             | Silver Tree         | Sharyn Rothstein                | 1,64 Mio.       |
| 102        | 10        | Donna                     | Donna              | 13. Sep. 2017        | 20. Dez. 2018                             | Michael Smith       | Genevieve Sparling              | 1,68 Mio.       |
| 103        | 11        | Zerwürfnis                | Hard Truths        | 28. März 2018        | 20. Dez. 2018                             | Christopher Misiano | Ethan Drogin                    | 1,18 Mio.       |
| 104        | 12        | Neuordnung                | Bad Man            | 4. Apr. 2018         | 20. Dez. 2018                             | Roger Kumble        | Rick Muirragui                  | 1,06 Mio.       |
| 105        | 13        | Unvermeidlich             | Inevitable         | 11. Apr. 2018        | 20. Dez. 2018                             | Christopher Misiano | Genevieve Sparling              | 0,95 Mio.       |
| 106        | 14        | Hahnenkampf               | Pulling the Goalie | 18. Apr. 2018        | 20. Dez. 2018                             | Emile Levisetti     | Aaron Korsh & Sharyn Rothstein  | 0,99 Mio.       |
| 107        | 15        | Beste Partner             | Tiny Violin        | 25. Apr. 2018        | 20. Dez. 2018                             | Christopher Misiano | Aaron Korsh & Daniel Arkin      | 1,09 Mio.       |
| 108        | 16        | Abschied                  | Good-Bye           | 25. Apr. 2018        | 20. Dez. 2018                             | Anton L. Cropper    | Aaron Korsh & Daniel Arkin      | 1,07 Mio.       |

## Staffel 8
Die Erstausstrahlung der achten Staffel war vom 18. Juli 2018 bis zum 27. Februar 2019 auf dem US-amerikanischen Kabelsender USA Network zu sehen. Die deutschsprachige Erstveröffentlichung fand am 7. November 2019 per DVD und Blu-ray statt.
| Nr. (ges.) | Nr. (St.) | Deutscher Titel                     | Originaltitel                | Erstausstrahlung USA | Deutschsprachige Erstveröffentlichung (D) | Regie               | Drehbuch                                       | Zuschauer (USA) |
| ---------- | --------- | ----------------------------------- | ---------------------------- | -------------------- | ----------------------------------------- | ------------------- | ---------------------------------------------- | --------------- |
| 109        | 1         | Die rechte Hand                     | Right-Hand Man               | 18. Juli 2018        | 7. Nov. 2019                              | Christopher Misiano | Aaron Korsh                                    | 1,27 Mio.       |
| 110        | 2         | Rangordnung                         | Pecking Order                | 25. Juli 2018        | 7. Nov. 2019                              | Michael Smith       | Genevieve Sparling                             | 1,18 Mio.       |
| 111        | 3         | Versprechen, nichts als Versprechen | Promises, Promises           | 1. Aug. 2018         | 7. Nov. 2019                              | Roger Kumble        | Rob LaMorgese & Marshall Knight                | 1,16 Mio.       |
| 112        | 4         | Pro-Kopf-Umsatz                     | Revenue Per Square Foot      | 8. Aug. 2018         | 7. Nov. 2019                              | Michael Smith       | Ethan Drogin                                   | 1,09 Mio.       |
| 113        | 5         | Schlammschlacht                     | Good Mudding                 | 15. Aug. 2018        | 7. Nov. 2019                              | Valerie Weiss       | Sharyn Rothstein                               | 1,15 Mio.       |
| 114        | 6         | Katzen, Ballett, Harvey Specter     | Cats, Ballet, Harvey Specter | 22. Aug. 2018        | 7. Nov. 2019                              | Emile Levisetti     | Garrett Schabb                                 | 1,22 Mio.       |
| 115        | 7         | Verletzter Stolz                    | Sour Grapes                  | 29. Aug. 2018        | 7. Nov. 2019                              | Gabriel Macht       | Ian Deitchman & Kristin Robinson               | 1,13 Mio.       |
| 116        | 8         | Coral Gables                        | Coral Gables                 | 5. Sep. 2018         | 7. Nov. 2019                              | Christopher Misiano | Marshall Knight & Rob LaMorgese                | 1,30 Mio.       |
| 117        | 9         | Antrag auf Vertagung                | Motion to Delay              | 12. Sep. 2018        | 7. Nov. 2019                              | Christopher Misiano | Aaron Korsh & Genevieve Sparling               | 1,07 Mio.       |
| 118        | 10        | Geschäftsführender Partner          | Managing Partner             | 19. Sep. 2018        | 7. Nov. 2019                              | Silver Tree         | Aaron Korsh & Ethan Drogin                     | 1,08 Mio.       |
| 119        | 11        | Rocky 8                             | Rocky 8                      | 23. Jan. 2019        | 7. Nov. 2019                              | Roger Kumble        | Michael L. Kramer                              | 0,82 Mio.       |
| 120        | 12        | Walfang                             | Whale Hunt                   | 30. Jan. 2019        | 7. Nov. 2019                              | Valerie Weiss       | Ian Deitchman & Kristin Robinson               | 0,91 Mio.       |
| 121        | 13        | Das große Ganze                     | The Greater Good             | 6. Feb. 2019         | 7. Nov. 2019                              | Darren Grant        | Garett Schabb                                  | 0,77 Mio.       |
| 122        | 14        | Vom gleichen Schlag                 | Peas in a Pod                | 13. Feb. 2019        | 7. Nov. 2019                              | Christopher Misiano | Sharyn Rothstein & Jordan Pomaville            | 0,78 Mio.       |
| 123        | 15        | Der Lockvogel                       | Stalking Horse               | 20. Feb. 2019        | 7. Nov. 2019                              | Chloe Domont        | Ethan Drogin & Genevieve Sparling              | 0,69 Mio.       |
| 124        | 16        | Harvey                              | Harvey                       | 27. Feb. 2019        | 7. Nov. 2019                              | Christopher Misiano | Aaron Korsh, Genevieve Sparling & Ethan Drogin | 0,74 Mio.       |

## Staffel 9
Die Erstausstrahlung der neunten Staffel war vom 17. Juli bis zum 25. September 2019 auf dem US-amerikanischen Kabelsender USA Network zu sehen. Die deutschsprachige Erstausstrahlung der ersten sechs Episoden sendete der deutsche Pay-TV-Sender Universal TV vom 28. April bis zum 12. Mai 2020. Die restlichen Episoden wurden am 14. Mai 2020 per DVD und Blu-ray erstveröffentlicht.
| Nr. (ges.) | Nr. (St.) | Deutscher Titel          | Originaltitel        | Erstausstrahlung USA | Deutschsprachige Erstveröffentlichung (D) | Regie                 | Drehbuch                          | Zuschauer (USA) |
| ---------- | --------- | ------------------------ | -------------------- | -------------------- | ----------------------------------------- | --------------------- | --------------------------------- | --------------- |
| 125        | 1         | Jetzt ist alles anders   | Everything’s Changed | 17. Juli 2019        | 28. Apr. 2020                             | Christopher Misiano   | Aaron Korsh                       | 1,04 Mio.       |
| 126        | 2         | Zwangsverwaltung         | Special Master       | 24. Juli 2019        | 28. Apr. 2020                             | Michael Smith         | Genevieve Sparling                | 1,04 Mio.       |
| 127        | 3         | Windmühlen               | Windmills            | 31. Juli 2019        | 5. Mai 2020                               | Gabriel Macht         | Marshall Knight & Rob LaMorgese   | 0,94 Mio.       |
| 128        | 4         | Kairo                    | Cairo                | 7. Aug. 2019         | 5. Mai 2020                               | Anton Cropper         | Sharyn Rothstein                  | 1,00 Mio.       |
| 129        | 5         | Wem der Schuh passt      | If the Shoe Fits     | 14. Aug. 2019        | 12. Mai 2020                              | Christopher Misiano   | Jeffrey M. Lee & Jordan Pomaville | 0,96 Mio.       |
| 130        | 6         | Was auch immer nötig ist | Whatever It Takes    | 21. Aug. 2019        | 12. Mai 2020                              | Michael Smith         | Aaron Korsh & Ethan Drogin        | 1,05 Mio.       |
| 131        | 7         | Panoramastraße           | Scenic Route         | 4. Sep. 2019         | 14. Mai 2020                              | Emile Levisetti       | Garret Schabb                     | 1,07 Mio.       |
| 132        | 8         | Gefangenendilemma        | Prisoner’s Dilemma   | 11. Sep. 2019        | 14. Mai 2020                              | Julian Holmes         | Ethan Drogin                      | 0,97 Mio.       |
| 133        | 9         | Zur Brust nehmen         | Thunder Away         | 18. Sep. 2019        | 14. Mai 2020                              | Robert Duncan McNeill | Genevieve Sparling                | 0,96 Mio.       |
| 134        | 10        | Ein letzter Trick        | One Last Con         | 25. Sep. 2019        | 14. Mai 2020                              | Aaron Korsh           | Aaron Korsh                       | 0,86 Mio.       |